# Lambrusco Mantovano
Unter dem Namen Lambrusco Mantovano gibt es Rosé- und Rotweine, die in der norditalienischen Provinz Mantua, Region Lombardei, erzeugt werden. Die Weine haben seit 1987 eine „kontrollierte Herkunftsbezeichnung“ („Denominazione di origine controllata“ – DOC), die zuletzt am 7. März 2014 aktualisiert wurde.

## Anbaugebiet
Die Weine werden in zwei verschiedenen „Unterzonen“ (sottozone) produziert:
- In der Unterzone „Viadanese-Sabbionetano“ liegen die zugelassenen Weinbaugemeinden: San Matteo delle Chiaviche, Sabbioneta, Bocca Chiaviche und Gazzuolo
- Die zweite Unterzone ist „Oltre Po Mantovano“

Die jeweilige Unterzone kann auf dem Etikett angegeben werden.
Im Jahr 2016 wurden von 265 Hektar Rebfläche 31.475 Hektoliter DOC-Wein erzeugt.

## Erzeugung
Diese Weintypen werden erzeugt:
- Lambrusco Mantovano Rosso und
- Lambrusco Mantovano Rosato

Folgende Rebsorten werden dabei verwendet: mindestens 85 % Lambrusco Viadanese (lokal auch „Grappello Ruberti“ genannt), Lambrusco Maestri (lokal auch „Grappello Maestri“ genannt), Lambrusco Marani und/oder Lambrusco Salamino einzeln oder gemeinsam. Höchstens 15 % Lambrusco di Sorbara, Lambrusco Grasparossa (lokal auch „Grappello Grasparossa“ genannt), Ancellotta und/oder Fortana dürfen einzeln oder gemeinsam zugesetzt werden.